# Halitose
L'halitose, ou mauvaise haleine, est le fait d'avoir une haleine dont l'odeur est considérée comme incommodante.
Cette nuisance très fréquente atteint environ 50 % de la population adulte du monde occidental.

## Diagnostic
Un test organoleptique réalisé par le médecin, le patient lui-même, ou une personne de son entourage est une méthode subjective mais très pratique qui tente d'évaluer la source de l'odeur :
- l'air expiré par la bouche et par le nez du patient ;
- la salive du patient ;
- la plaque dentaire existant au niveau des dents et des espaces interdentaires ;
- l'enduit existant sur la partie postérieure de la langue.

## Causes
Les causes les plus fréquentes d'halitose peuvent être :

### Causes buccales
- un problème d'hygiène bucco-dentaire : la prolifération bactérienne, notamment de Solobacterium moorei, sur des restes alimentaires entraîne la formation de composés volatils malodorants, comme les amines ou des molécules sulfurées. Le brossage dentaire, l'usage de fil dentaire, de brossettes interdentaires, de bâtonnets interdentaires entre les dents et d'une brosse à langue s'avèrent alors d'une aide très utile, des dépôts pouvant se former également sur la langue[4]. Un détartrage dentaire et l'examen régulier de caries est également nécessaire par un dentiste qui va devoir chercher d'éventuelles infections possiblement putricides[Quoi ?] dans un canal, sous une couronne dentaire par une radiographie de la mâchoire ;
- les inflammations des gencives (gingivites), les problèmes dentaires ou des racines comme une infection sous couronne dentaire peuvent également provoquer une haleine fétide. Le parodontiste ou parodontologue va rechercher des infections éventuelles dans les des tissus de soutien de la dent, dont la gencive ;
- l'obstruction nasale due au développement de germes dans les sécrétions. La mauvaise haleine du matin est un phénomène courant.

On distingue aussi les haleines caractéristiques, mais pas forcément fétides, après absorption de certains aliments : ail, oignons, épices, alcool, café, tabac, etc. Certains médicaments peuvent également modifier l'odeur de l'haleine.

### Causes oropharyngées
Les infections (surtout purulentes) des voies respiratoires supérieures peuvent occasionner une mauvaise haleine passagère. L'odeur provient du pus s'écoulant dans l'arrière gorge.
Un symptôme qu'on peut retrouver par exemple dans une sinusite purulente aiguë ; mais aussi dans le cas de certaines angines où ce symptôme (en plus d'une forte fièvre et d'une inflammation) doit immédiatement être considéré et faire l'objet d'un dépistage (pharyngite streptococcique).
Lors d'une infection des amygdales, la macération de caseum dans l'amygdale cryptique est une cause d'halitose rebelle trop souvent oubliée, alors qu'elle est une des plus faciles à résoudre : l'ORL ouvre les cryptes et les nettoie. L'amygdalectomie règle généralement ce problème.

### Causes extrabuccales
Détectées par la persistance d'une haleine fétide alors que la bouche est fermée, elles sont dues à l'élimination par voie respiratoire de substances volatiles présentes dans le sang, qu'elles soient d'origine exogène (médicaments psychotropes, anti-parkinsoniens, alcool, ail, etc.) ou endogène (corps cétoniques produits par le jeûne prolongé ou le diabète, maladies du foie, insuffisance rénale chronique).

### Autres
Il existe d'autres causes à l'halitose dont certaines restent encore débattues (ulcère gastroduodénal, reflux gastro-œsophagien, infection à Helicobacter pylori de l'estomac).
Il existe des « halitoses » purement psychologiques allant parfois jusqu'à une « halitophobie » : le sujet atteint est dans la croyance qu'il a mauvaise haleine, changeant son comportement afin de « cacher » son haleine, alors que ce fait n'est attesté par personne dans son entourage.

## Traitement de l'halitose commune
L'emploi de bonbons ou chewing-gums parfumés permet temporairement de masquer la mauvaise odeur, sans préjuger de la fétidité de l'haleine ou de la durée d'effet du masquage.
Il n'existe pas une solution miracle, mais un ensemble de gestes d'hygiène bucco-dentaire à effectuer pour limiter voire éliminer l'halitose :
- brossage des dents au dentifrice
- brossage des dents au bicarbonate de sodium (à pratiquer dans la foulée du brossage au dentifrice, sans se substituer à ce dernier)
- bains de bouche :
  - certains à base d'antiseptiques ne doivent être qu'occasionnels ou sur ordonnance (en particulier pour éviter de déséquilibrer le microbiote buccal)
  - périodiquement au bicarbonate de sodium (5 g, soit environ 1 cuillère à café pour un verre d'eau)
- utilisation de fil dentaire ou d'un hydropulseur
- « grattage » de langue à l'aide d'une brosse à langue ou de la brosse à dents.

Le laser a aussi son efficacité lors d'halitoses liées à une maladie parodontale.
Quand cela est possible, il faut traiter les causes extrabuccales (ex : diabète, insuffisance rénale, troubles hépatiques, amygdalite, etc).

## Les bactéries anaérobies
Le simple grattage de la langue ne suffit pas pour résoudre le problème de la mauvaise haleine, car on enlève seulement le biofilm où résident les bactéries anaérobies. Mais ces bactéries arrivent à survivre quand même. Il importe donc de créer une situation dans la bouche qui n'est pas favorables aux bactéries anaérobies, notamment en buvant suffisamment. Les bactéries anaérobies supportent mal un environnement humide et même acide.[réf. nécessaire]